# 로즈 트로체

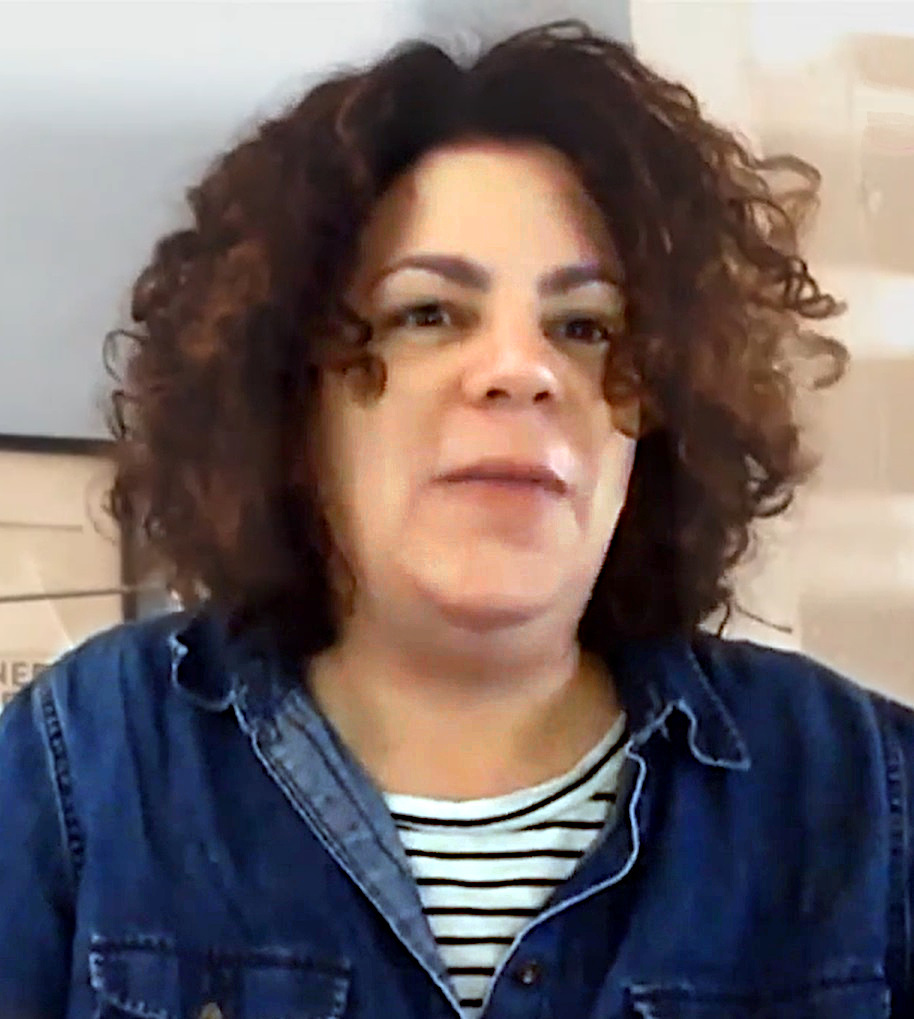
로즈 트로셰이 (2016)

로즈 트로셰이(Rose Troche, 1964년 ~ )는 미국의 배우, 텔레비전 제작자, 각본가이다.
푸에르토리코인 부모에게서 태어나 시카고 북쪽에서 자랐다.

## 작품 목록

### 영화
- 고 피쉬
- 커피 한잔이 섹스에 미치는 영향

### 텔레비전
- 식스 핏 언더
- 엘 워드
- 사우스 오브 노웨어
- 어글리 베티
- 파인딩 카터
- 스타 (미국의 드라마)
- 블랙 라이트닝 (드라마)
- 올 아메리칸
- 조이의 특별한 플레이리스트
- FBI (드라마)